# Bonifacio (cognome)
Bonifacio è un cognome di lingua italiana.

## Varianti
Bonifaci, Bonifato, Bonifazi.

## Origine e diffusione
Il cognome è tipicamente centro-settentrionale.
Potrebbe derivare dal prenome Bonifacio e significare "che tu operi per il bene" o "che tu abbia un buon fato"; è affine ai cognomi Boni e Fazio.

## Persone
- Francesco Giovanni Bonifacio – presbitero cattolico italiano, beato per la Chiesa cattolica
- Francesco Paolo Bonifacio – politico, giurista e accademico italiano
- Giovanni Bonifacio – scrittore, giurista e storiografo italiano